# Vodárenská věž (Ciechanów)
Vodárenská věž v Ciechanow (polsky Wieża ciśnień w Ciechanowie) je hyperboloidní vodárenská věž v polském Ciechanówě v okrese Ciechanów. Byla postavena v roce 1976 dle návrhu Jerzyho Michała Bogusławskiého.
Objem nádrže je 1560 m3 a výška věže je 22 metrů. Spodní průměr hyperboloidu je 11,25 m, vrchní 17,7 a průměr nejužší části je 7 m. V osmdesátých letech byla věž snížena. Jelikož stojí na jednom z nejvýše položených míst ve městě (143 m n. m.), byla zde plánována vyhlídková plošina a restaurace, ale později byly plány zrušeny. V současnosti objekt není v provozu.